# مارانو تیچینو
مارانو تیچینو (به ایتالیایی: Marano Ticino) یک کومونه در ایتالیا است که در استان نووارا واقع شده‌است.

## خصوصیات
مارانو تیچینو ۷٫۸ کیلومترمربع مساحت و ۱٬۵۲۴ نفر جمعیت دارد.